# Nicolas Froment

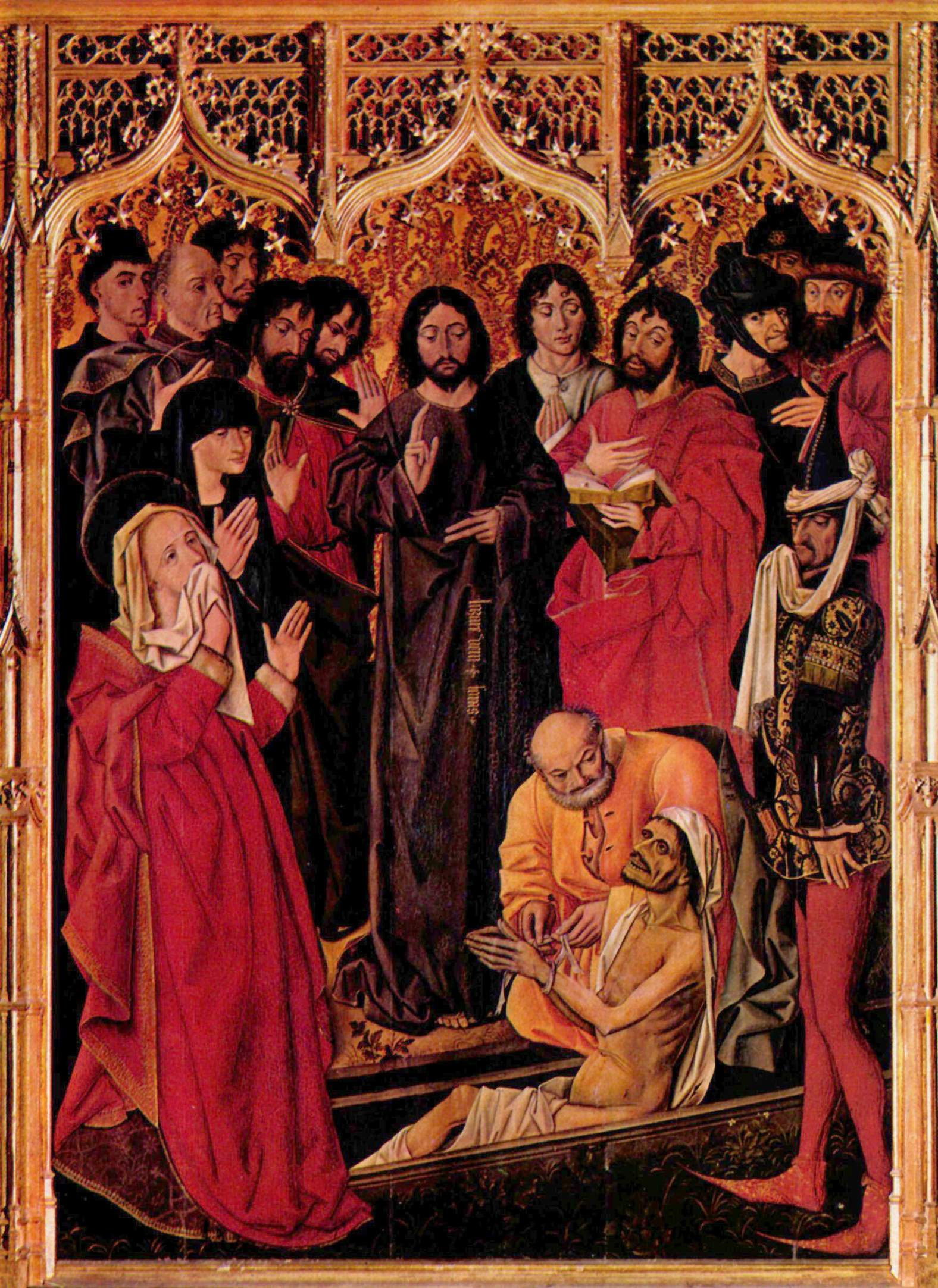
Wskrzeszenie Łazarza – część środkowa Ołtarza Świętego Łazarza

Nicolas Froment (ur. ok. 1435 w Uzès – zm. ok. 1486 w Awinionie) - jeden z ważniejszych malarzy doby późnego gotyku we Francji.
Niewiele wiemy na temat życia artysty. Od początku był związany z Langwedocją i Prowansją, gdzie w XV w. tamtejsza sztuka przeżywała kryzys. Głównym ośrodkiem sztuki był Awinion, siedziba papieży. W tym mieście wówczas szczególnie cenione było malarstwo włoskie, co spowodowało brak zainteresowania zleceniodawców miejscowymi artystami. W odpowiedzi, Nicolas Froment oraz Charonton (Quarton) około roku 1450 założyli własny duży warsztat w Awinonie, gdzie wykształcili styl nawiązujący do późnogotyckiego realizmu. Zapoczątkowało to silny rozwój artystyczny na terenie Prowansji.
Nicolas Froment wykształcił nowy styl oznaczający się surowością, linearyzmem, twardością tła brakiem cech typowych dla gotyckiego malarstwa – idealizacji i dekoracyjności. Artysta bynajmniej nie kładł nacisku na koloryt, natomiast jego dzieła cechuje precyzja i dbałość o szczegóły. Cechy te są rezultatem zetknięcia się z malarstwem niderlandzkim, przede wszystkim z dziełami artystów z Flandrii.

## Dzieła
Z osobą Nicolasa Fromenta związane są następujące dzieła:
- Ołtarz Świętego Łazarza z 1461 (Florencja, Galeria Uffizi) – tryptyk przedstawiający w środkowym skrzydle scenę Wskrzeszenia Łazarza, na bocznych skrzydłach zilustrowane zostały sceny z Marią umywającą nogi oraz Martą zawiadamiającą Zbawiciela o śmierci Łazarza.
- Ołtarz Krzewu Gorejącego z 1476 znajdujący się w kościele San-Sauveur w Aix-en-Provence. W części środkowej Maria z Dzieciątkiem ukazuje się Mojżeszowi. Na skrzydłach bocznych przedstawieni są król René oraz jego druga żona – Joanna de Laval
- Dyptyk Matherona z 1474 (Paryż, Luwr)